# Commodore International
Commodore a közismert neve a Commodore Business Machines, majd később Commodore International néven működő elektronikai cégnek, mely az 1980-as évek számítástechnikájának jelentős szereplője volt. Olcsó, tömegek számára elérhető gépeik révén több millió család számára vált elérhetővé a számítógép, amely így méltán érdemelte ki az otthoni számítógép (home computer) elnevezést. Bár a cég 1994-ben csődöt jelentett, még azóta is számos próbálkozás volt egyik legsikeresebb modellje, az Amiga újraélesztésére.

## Cégtörténet

### A kezdetek
A Commodore-t az Auschwitzot is megjárt, lengyel származású Jack Tramiel alapította. Kezdetben régi írógépek javításával foglalatoskodott Bronxban, miután 1952-ben leszerelt az amerikai hadseregtől. Tramiel hamar felismerte, hogy a gyártásban és az eladásban rejlik az igazán nagy pénz, így 1954-ben Kanadába, Torontóba költözött, és megalapította a Commodore Portable Typewriter Company céget, amellyel már írógépek importálása és előállítása révén is színesítette a palettát. A cég 1955-ben vette fel a Commodore Business Machines, Inc. (CBM) vállalati nevet és formát.
A vállalkozás azért kapta a Commodore nevet, mert Tramiel egy katonai csengésű titulust szeretett volna, ám már minden magasabb rang, így a General (tábornok) és az Admiral (tengernagy) is foglalt volt. Ezért hát maradt a Commodore (sorhajókapitány).
A hatvanas évek elején Japán az amerikai és az európai piacra zúdította nagyszámú és olcsó mechanikus összeadó gépét, aminek hatására új, rendkívül sikeres Commodore-részleg született, amely asztali számológépek előállításával foglalkozott. Ehhez azonban rengeteg pénzre volt szükség, és ezért 1962-ben a cég Commodore International Limitedként belépett a New York-i tőzsdére. Egy részvény ára a belépéskor 2,50 dollár volt.

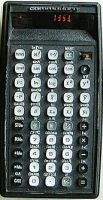
Commodore SR9091SR

A vállalat hamarosan Kanada legnagyobb irodagépgyártója lett, és töretlen ütemben növekedtek, ám hamarosan felmerült a gyanú, hogy a sikerhez vezető út etikátlan lépésekkel volt kikövezve. Jack Tramielt vizsgálatnak vetették alá, ám nem sikerült vele szemben elég bizonyítékot összegyűjteni ahhoz, hogy vád alá helyezzék. Az ügynek azonban így is meglett az eredménye: a Commodore – rossz sajtóvisszhangja miatt – óriási veszteségeket könyvelhetett el.
A cég mindezek után hamar csődbe ment volna, ha 1965-ben nem bukkan elő a váratlan megmentő, Irving Gould. A neves befektető megvásárolta a Commodore részvényeinek 17%-át mintegy 400 ezer dollárért, és cserébe nem kért mást, mint a cég igazgatói helyét.
Egy Japánban tett látogatás után Tramiel ejtette a mechanikus megoldásokat, és minden erőforrást az ott látott új termékvonalra irányított, azaz a Commodore az akkor robbanásszerűen terjedő digitális karórák és számológépek piacán próbált szerencsét. A gyors váltás meghozta gyümölcsét: 1969-ben a Commodore dobta piacra az első amerikai elektronikus számológépet, a C108-at, melynek lelkét egy Texas Instruments által készített chip képezte.

### Az üzlet beindulása
A cég ezzel hatalmas aranybányára lelt, mert szinte alig tudta tartani a lépést az óriási kereslettel. Nem kellett azonban sok idő ahhoz, hogy felbukkanjanak a vetélytársak, és az első természetesen maga a Texas Instruments volt, mégpedig igen jó esélyekkel. A cég ugyanis jelentősen kedvezőbb árakat kínálhatott, mint a Commodore, mivel ugyanarra a saját készítésű chipre alapoztak, melyet a konkurenciának nyereséggel adtak el. Ennek köszönhetően a Commodore, több nyereséges év után, 5 millió dolláros veszteséggel zárta az 1975-ös esztendőt.
Jack Tramiel persze hamar felismerte, hogy mi jelentette a gyenge láncszemet. Rájött, hogy csak akkor maradhat továbbra is sikeres, ha terjeszkedik, és megpróbál minden szükséges komponenst maga előállítani. Ehhez azonban új technológiákra, illetve más vállalkozások felvásárlására volt szükség, ami hatalmas tőkét igényelt, valamint rendkívül nagy kockázattal járt. Itt került a képbe ismét Irving Gould, aki újabb kölcsönt folyósított a Commodore-nak, ám a 3 millió dollár ellenében az alapító valamennyi Commodore-részvényét kérte cserébe.

### A MOS Technology felvásárlása
A cégen belül tartani a teljes eszközfejlesztést és gyártást a korábban említett kockázatok mellett számos előnnyel járt:
- Rövidebb ideig tartottak a fejlesztések.
- Az egyes részfejlesztések jobban együtt dolgozhattak.
- A csak saját részre fejlesztett technológiájú gépek kevesebb alkatrészt jelentettek.
- Nincs kiszolgáltatottság a beszállítók felé.
- Mindez együtt hosszútávon költségmegtakarítást jelentett.[3]

Az első cég, amelyet Tramiel felvásárolt, nem volt más, mint a MOS Technology. A MOS-hoz még 1975-ben csatlakozott Chuck Peddle vezetésével néhány mérnök, akik addig a Motorolánál dolgoztak a 6800-as mikroprocesszoron. A kis csapat az új munkahelyen is folytatta a fejlesztést, és a 6800 közvetlen konkurenciájaként kifejlesztették a 6501-et, amely teljesen kompatibilis is volt az előddel. A Motorola azonban perre vitte a dolgot, s miután sikerült több százezer dollárt kicsikarnia a MOS-ból, a kis vállalkozás hamarosan komoly pénzügyi problémákkal nézett szembe. Ekkor jött a Commodore ajánlata, melyet a vezetés minden tétovázás nélkül elfogadott 1976 novemberében.
A MOS (későbbi nevén Commodore Semiconductor Group) ekkorra már elkészítette a 6501-es tökéletesített verzióját, a 6502-t is, amely sokkal olcsóbb volt a Motorola termékénél: 175 helyett mindössze 25 dollárba került darabja. Ez pedig óriási fegyverténynek bizonyult, és a processzor, valamint továbbfejlesztett változatai a hetvenes évek végén, illetve a nyolcvanas évek elején megjelent otthoni számítógépek egyik meghatározó processzora lett. Többek között a 6502 volt a lelke a Commodore első számítógépének, a modulokból házilag összeszerelhető KIM-1-nek, valamint ez a chip vitte sikerre az Apple I-et, az Apple II sorozatot (az Apple IIGS-be azonban már a 16 bites 65816 került), hogy a 8 bites Atari gépekről vagy akár a Nintendo első megoldásairól ne is beszéljünk (a NES a 6502-t, a SNES pedig a 65816-ot használta).

### A PET

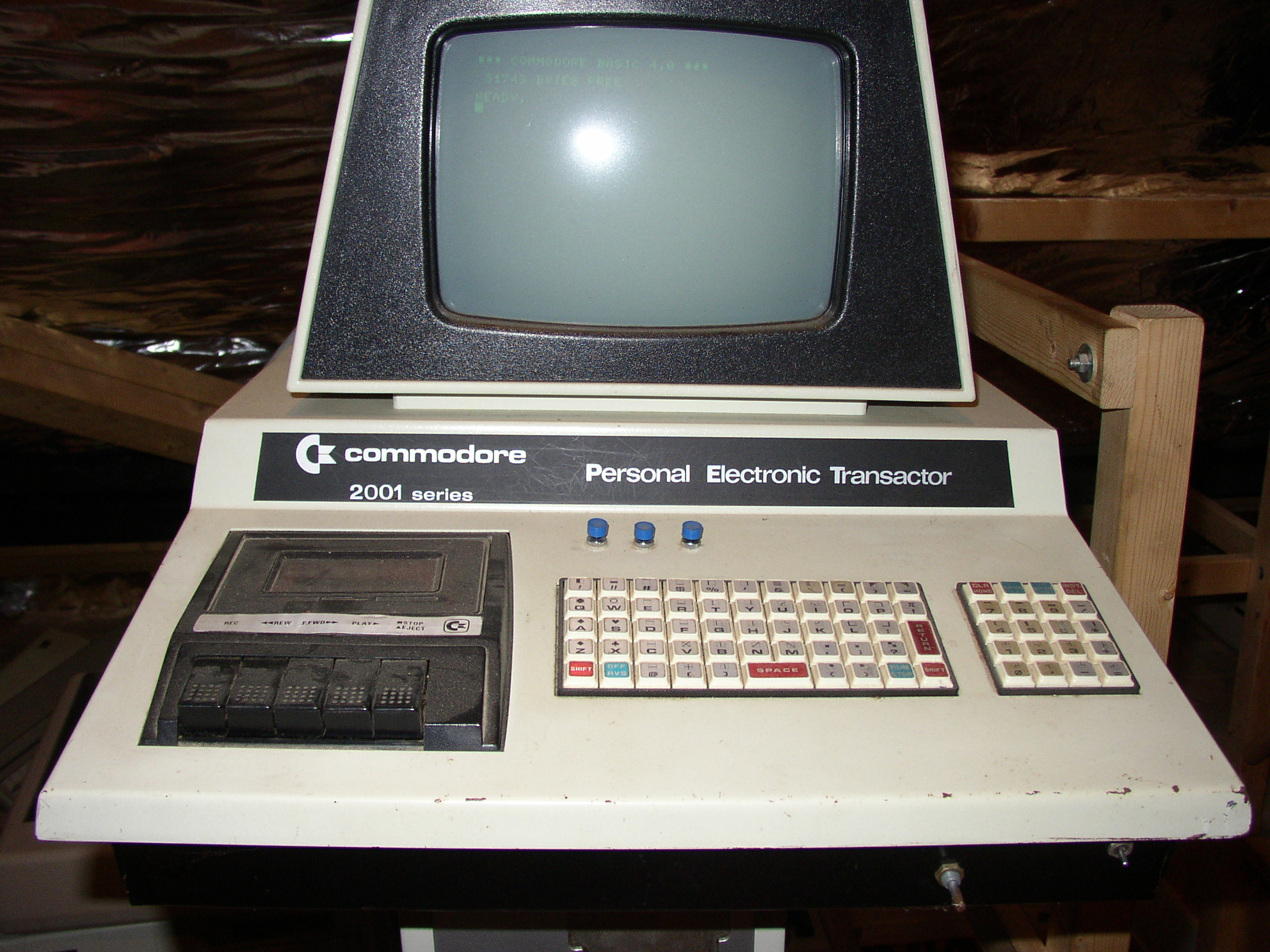
PET 2001

1977-ben Chuck Peddle javasolta, hogy a 6502-re alapozva építsenek egy teljes asztali számítógépet. Tramiel rábólintott, ám nem akart nagy kockázatot vállalni, így hat hónapot adott arra, hogy előálljanak egy kész termékkel. A határidőt sikerült tartaniuk a fejlesztőknek, és a PET (Personal Electric Transactor) elnevezésű számítógép, mely magában foglalta a monitort, a billentyűzetet, és az adatbevitelhez nélkülözhetetlen magnót is.
Tramiel azonban továbbra is szkeptikus maradt, és újsághirdetések révén akarta felmérni, van-e kereslet a számítógép iránt. A PET-et 595 dollárért kínálta, és hathetes szállítási időt ígért. Az eredmény már meggyőzte őt is, mivel hamarosan több millió dollár értékben futottak be megrendelések a Commodore-hoz.
Ekkor még úgy tűnt, hogy a dolog sínen van, azonban nem minden alakult úgy, ahogy kellett volna. A PET ára ugyanis a kezdetektől fogva folyamatosan kúszott felfelé. Eredetileg 495 dollárért hirdették meg, de hamarosan kiderült, hogy az ár túlságosan optimista volt, és még az első megrendelések felvétele előtt 595 dollárra emelték az összeget. Ez még mindig csak minimális nyereséget jelentett, ráadásul a szállítás is igen nehézkesen ment, s támogatás szinte egyáltalán nem volt hozzá. A Commodore ennek ellenére végül még feljebb, 795 dollárra emelte az árat, és ennek részleges ellentételezéseként 4 Kbyte extra memóriát rakott a gépbe. Megoldást azonban ez sem jelentett, és a PET 1978-ban már a harmadik helyre szorult az Apple II és a TRS-80 sorozat mögé. Ezek után Tramiel csak úgy tudott az élvonalban maradni, hogy jelentős árcsökkentéseket hajtott végre.

### A VIC
A Commodore eközben hozzálátott a PET továbbfejlesztéséhez, mivel Tramiel számára egyértelművé vált, hogy az Apple és az Atari sikerének fő kulcsa az otthonok meghódítása. Az alapító ezért úgy határozott, hogy készít egy színes kijelzős számítógépet, ami hihetetlenül alacsony, 300 dolláros árával elsősorban a játékosokat és a hobbifelhasználókat célozza meg.
Az új gép processzora a még mindig olcsó és kellően nagy tudású 6502 lett, ami mellé 5 Kbyte memóriát helyeztek (max. 29 Kbyte-ra bővíthető), valamint beépítették a MOS által készített VIC-et (Video Interface Chip), amely képes volt színes grafika és egyszerű hanghatások előállítására. A felbontás 176×184 pixel lett, de alaphelyzetben csupán szöveges üzemmód volt elérhető, mégpedig 22 soros, illetve 23 oszlopos megjelenítésben. 16 szín állt rendelkezésre, amelyből valamennyit lehetett használni a háttérre, de csupán nyolcat az előtérre, azaz a karakterekre.
A Commodore ezúttal tartani tudta az eredetileg eltervezett árat, és a VIC-20 1981-ben valóban 299,95 dolláros áron került a piacra. Ez lett az első számítógép, amelyből egymillió darabot adtak el, annak ellenére is, hogy az 5 Kbyte memória bizony édeskevésnek bizonyult, mert a programozók, mielőtt befejezték volna munkájukat, gyakran túlszárnyalták a gép memórialimitjét.
A cég egyik mottója az lett, hogy "számítógépet a tömegeknek és nem csak a tehetőseknek" (computers for the masses, not the classes). A nagyon alacsony, 300 dolláros árat természetesen néhány apró trükkel sikerült megvalósítani. Először is egybeintegrálták a billentyűzetet az alaplapot tartalmazó házzal, s ami a legfontosabb: nem járt hozzá monitor, hanem csak egy TV-kimenet, aminek révén bármilyen televíziókészüléket megjelenítőként lehetett használni.

### A Commodore 64

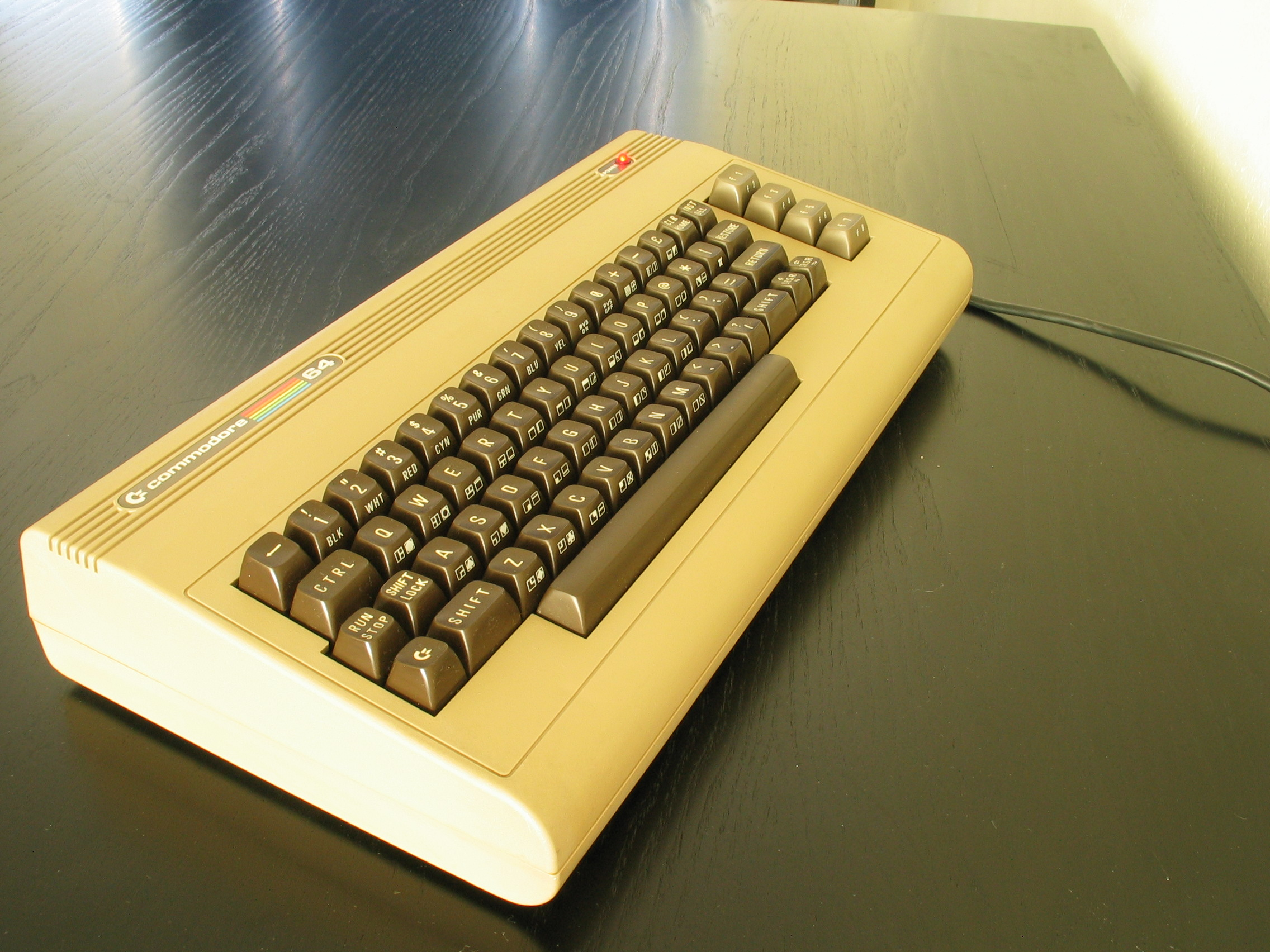
Commodore 64

A VIC-20 sikere nyomán elkezdtek dolgozni a gép VIC-40 fedőnevű utódján. Ennek fő újdonsága a 64 Kbyte memória és a továbbfejlesztett grafikus chip volt, amely már valóban csak a megjelenítéssel foglalkozott. A hangképzést ugyanis másik chip végezte, mely a maga nemében egyedülálló volt, ugyanis ez volt az első, „home computer”-be épített különálló hangvezérlő. Az új gép végül Commodore 64 (röviden: C64, vagy „C=64”; ahol az „=” jel a gép emblémájának csíkjait szimbolizálja) néven és 599,95 dolláros áron került a nyilvánosság elé 1982-ben.
A C64 a 20. század legtöbb eladást produkáló otthoni számítógépe. A piacra történő bevezetés után mindössze 2 évvel megdöntötte az eladási rekordot több mint 4 millió példánnyal világszerte. A Commodore csődjéig pedig, általánosan elterjedt nézet szerint, 22 millió darab kelt el belőle, amivel bekerült a Guinness Rekordok Könyvébe is. Ez különösen annak fényében figyelemre méltó, hogy egy olyan termékről van szó, mely lényegében mit sem változott hosszú élete során: az utoljára előállított példány pontosan ugyanazt tudta, mint a legelső verzió, miután a modern PC-knél megszokott továbbfejleszthetőségről szó sem volt.

### Egy váratlan fordulat
A C64-es megjelenése és hatalmas sikere után a cég évről évre nagyobb bevételeket ért el. Piaci részesedése egyre nagyobb lett, és az egykoron kicsi, írógépekkel foglalkozó vállalkozás éves bevétele meghaladta az évi egymilliárd dollárt. Sőt, 1983-ban piacra dobták a C64 mobil (portable) verzióját, az SX64-et. Minden szépnek tűnt tehát, amikor váratlan dolog történt: Jack Tramiel bejelentette, hogy távozik a saját maga által alapított cégtől! Akkoriban semmivel sem indokolta a döntését, ám évekkel később kiderült, hogy Tramiel és Irvin Gould között nézeteltérés támadt, mivel az alapító rendszeresen kihagyta a részvényeseket és őt is a legfontosabb döntések meghozatalából. Ezzel azonban a Commodore fennállásának legsúlyosabb veszteségét szenvedte el, és megpecsételte önnön sorsát. Akármilyen diktatórikus is volt Tramiel, kétségtelen, hogy a legfontosabb és legeredményesebb döntések az ő nevéhez fűződtek, és marketingpolitikája nagy szerepet játszott a sikerben.
Tramiel helyét a vezetésben, Gould jóvoltából, Marshall F. Smith vette át, aki hasonló területen ugyan szerzett már vezetési tapasztalatot, de mégsem tudta pótolni elődjét. Smith hozzá nem értésének jelei elég korán, már 1984-ben megmutatkoztak. Minden azzal kezdődött, hogy a Commodore leállította a VIC-20, majd több más gép gyártását, mivel nem tudott mit kezdeni azzal a sok projekttel, amit Tramiel hátrahagyott.

### A Commodore 128
1984-ben a Commodore még mindig a C64 eladásaiból élt, de közben elég sok hátralépést is tett. Kiadták a zsákutcának számító C16 sorozatot és a Plus/4-et, amelynek célja, hogy egy az eddigieknél olcsóbb piaci szegmenst hozzanak létre a csökkentett teljesítmény árán. Jelentőségüket később, a C128 1985-ös megjelentetésével sikerült ismét megerősíteniük, mivel ebből a gépből újabb 4-5 millió darabot adtak el. Ez a gép egyszerre két processzort is tartalmazott. A 6502 legújabb variánsa mellett egy Zilog Z80A is került a házba, amivel a gép kompatibilis lett a CP/M operációs rendszerrel, és az ahhoz készült számos remek üzleti segédprogrammal (akkoriban a CP/M-et tartották a jövő operációs rendszerének). A gép memóriája a nevéhez méltóan 128 Kbyte lett, és a grafikus rendszere is megváltozott a C64-hez képest. Elérhetővé vált vele a 80 oszlopos szövegmód, és a grafikus felbontás is a duplájára nőtt vízszintesen: 320×200 helyett 640×200 lett.
Ezzel azonban még nem merültek ki a gép lehetőségei, ugyanis 1987-ben, Németországban piacra került egy svájci fejlesztő által készített apró áramkör, melyet forrasztás nélkül bárki beszerelhetett a gépbe, és segítségével elérhetővé vált a 720×700 pixeles felbontás is. Ha azt nézzük, hogy az IBM PC-hez készült Hercules szabvány is csak 720×350 pixelt tudott, és azt is csupán monokróm üzemmódban, a szóban forgó Graphic Booster későbbi verziója pedig már 720×720 pixelre emelte a csúcsot, ráadásul 65 ezer színből egyidejűleg 7200-at tett megjeleníthetővé, akkor elismerhetjük, hogy e termékek segítségével a Commodore egy újabb rekordot állított fel.
Az említett fejlesztések ellenére a C128 kompatibilis maradt a C64-gyel, hiszen a hardver változatlan maradt, s csupán kiegészítések történtek, módosítások nemigen. Mindemellett mégiscsak szükségessé vált az újítások elhatárolása, a nagy elődhöz készült programok futtatásának érdekében; ezért a gép bekapcsolásakor a „Commodore-gomb” nyomva tartásával, vagy egy parancs beírásával (go 64 vagy sys 65357) lehetett elérni az úgynevezett 64 módot. A Commodore ennek megfelelően úgy hirdette a C128-at, mint három gépet egyben: egy C64-et, egy C128-at és egy CP/M kompatibilis x86-os PC-t.
Közben jelentős hardverfejlesztések is történtek: megjelent a már említett 1351-es egér, a 3,5”-os lemezzel működő 1581-es meghajtó és a RAM bővítők is napvilágot láttak. Ezek a C64-et és a C128-at továbbra is versenyképessé tették, az ekkor közkedveltté váló 80286-osokkal szemben. A 8 bites gépek forradalmának utolsó lángja a kiadás előtt leállított fejlesztésű Commodore 65 volt, amely már új generációs chipsetet és gyorsabb processzort tartalmazott. Ez azonban sohasem került piacra, mivel pénzügyi szempontból előnyösebb volt a vállalat számára a közben felvásárolt Amiga technológia piacra dobása és fejlesztése. Az Amiga Corporation-t a Commodore 1984-ben, az Atari elől vásárolta fel, melynek élén akkor már saját alapítója, Jack Tramiel állt.

### Az Amiga

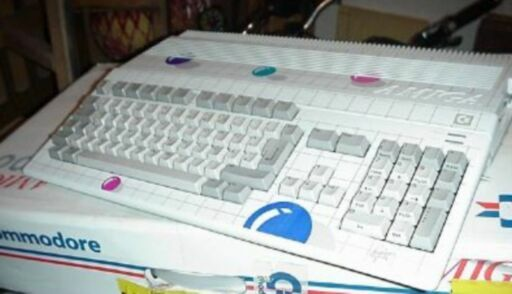
Amiga 500

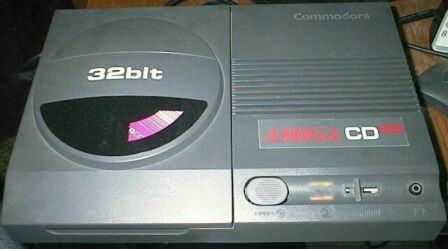
CD32 konzol

A "Lorraine" munkanéven futó Amiga hardvere, egyedi ("custom") chipjeinek kifejlesztése mintegy két év munkájának eredménye volt és a prototípust az 1984. január 4-én, Chicagoban megrendezett Consumer Electronics Show keretében mutatta be az akkor még független fejlesztőcsapat, az Amiga Corporation. A pattogó kockás labdás ("Boing Ball") techdemó felkeltette a befektetők érdeklődését a kis startup cég iránt,de komolyan vehető ajánlat jó darabig nem érkezett a pénzügyi gondokkal küzdő kis cég iránt. Végül a Commodore — az Amiga Corp-t 500 ezer dollárral korábban meghitelező Atari orra elől — adott elfogadható ajánlatot és vásárolhatta fel a startupot és a kifejlesztett újszerű technológiát.
A kis cég heteken belül "Commodore-Amiga Inc." néven a Commodore International leányvállalata lett, majd a Commodore mérnökeivel közösen készítettek a chipkészlet köré egy teljesértékű számítógépet, az 1985 szeptemberében kiadott Amigát (1986-ban lett átkeresztelve Amiga 1000-re). A gép ára borsos volt (1.500 angol font), de a képességei is vetekedtek egy akkori csúcskategóriás munkaállomáséval.
Az első kisebb anyagi lehetőséggel bíró vevőket célzó modell 1987-ben jelent meg, Amiga 500 néven, nagyobb és drágább testvérével, a bővíthető "multimédia gép" Amiga 2000 típussal együtt. A Commodore ugyanakkor már 1984-től foglalkozott Commodore PC-k gyártásával is, melynek tapasztalatait felhasználták a nagyobb "big box" Amigák kifejlesztésekor. Ennek a vonalnak a talán legtöbb újítást felvonultató példánya az 1990-ben bemutatott Amiga 3000 modell volt, mely professzionális munkaállomásként lett sikeres. Az otthoni multimédia terület meghódítására tett kísérlet volt az 1991-ben piacra dobott CDTV, mely koncepciójában megelőzte korát, de technológiáját tekintve lényegében "csak" egy CD-olvasót is tartalmazó Amiga 500 volt, és amely végül nem lett üzletileg sikeres.
Az 1991-ben — mindenféle hírverés nélkül — kiadott és forgalmazni kezdett Amiga 500+, nevéből adódóan egy ráncfelvarrott Amiga 500-as volt, míg az 1992 márciusában kihozott Amiga 600 PCMCIA  és IDE csatlakozót is tartalmazott. Az alsó piaci szegmensben, azaz a játékosok között sikeres következő modell azonban az Amiga 1200 lett, 256 szín megjelenítésére képes AGA lapkakészletével. A professzionális felhasználók pedig az Amiga 4000 asztali és toronyházba szerelt változatával léphettek előre. A cég utolsó terméke az Amiga CD32, billentyűzet nélküli videójáték-konzol volt 1993 szeptemberi debütálással. Látszólag minden rendben volt, mivel az Amiga 1200-ból 100 000 példány kelt el, a CD32 is kezdte meghódítani a piacot.

### Elhibázott döntések és csőd
A tulajdonos, Irvin Gould még 1989-ben nevezte ki a Commodore élére a pénzember Mehdi Alit, akit azonban nem érdekeltek a számítógépek, csupán azt akarta, hogy Gould elégedett legyen. Ez pedig azt jelentette számára, hogy profitot kellett termelnie bármi áron. Ezért az elkövetkezendő években folyamatosan csökkentette a kiadásokat és az alkalmazottak létszámát, köztük azokét, akik az Amiga népszerűsítésén, valamint továbbfejlesztésén dolgoztak. Ennek egyenes következménye volt, hogy a programfejlesztők szép lassan elpártoltak az Amigától, és inkább a PC-t kezdték el támogatni. Mindennek pedig meg is lett az eredménye! Amikor az oly sokáig jó profitot termelő C64 eladásai is csökkenni kezdtek, a rendkívül sikeres Amiga 500 gyártását pedig leállították, hamarosan nem maradt kiadás, amit csökkenteni lehetett volna, és nem maradt alkalmazott, akit el lehetett volna bocsátani. Pénz pedig már nem volt egy esetleges fordulatra.
1993-ban 357 millió dolláros veszteséget produkált a Commodore, és a piaci részesedése 1,7%-ra csökkent. A végső állomásnak az 1994. április 29-én tett hivatalos bejelentést tekinthetjük, ugyanis ekkor zárta be kapuit az anyacég. A brit lányvállalat (Commodore UK) még 16 hónapig bírta, mivel addig fenntartotta magát a megmaradt raktárkészletek kiárusításából.

### Újraélesztési kísérletek
A Commodore-t az Escom vásárolta meg, és első lépésként az Amiga gyártását egy külön vállalatba, az Amiga Technologiesba osztotta. 1996-ban aztán az Escom is csődöt jelentett, és a Gateway nevű cég vásárolta meg az Amiga jogokat, hogy továbbadja azt az Amino Development Corporationnek, akik ezután felvették az Amiga International nevet. Ez a cég a mai napig létezik.
A Commodore védjegy a csődbe ment Escom holland kirendeltségének tulajdonába került. Ez a cég azonban 1997-ben szintén tönkrement és a holland Tulip cég vásárolta meg, amely ugyan tervbe vette, hogy a Commodore nevét viselő PC-k gyártásába kezd, ám a dologból nem lett semmi.

## A Commodore ma

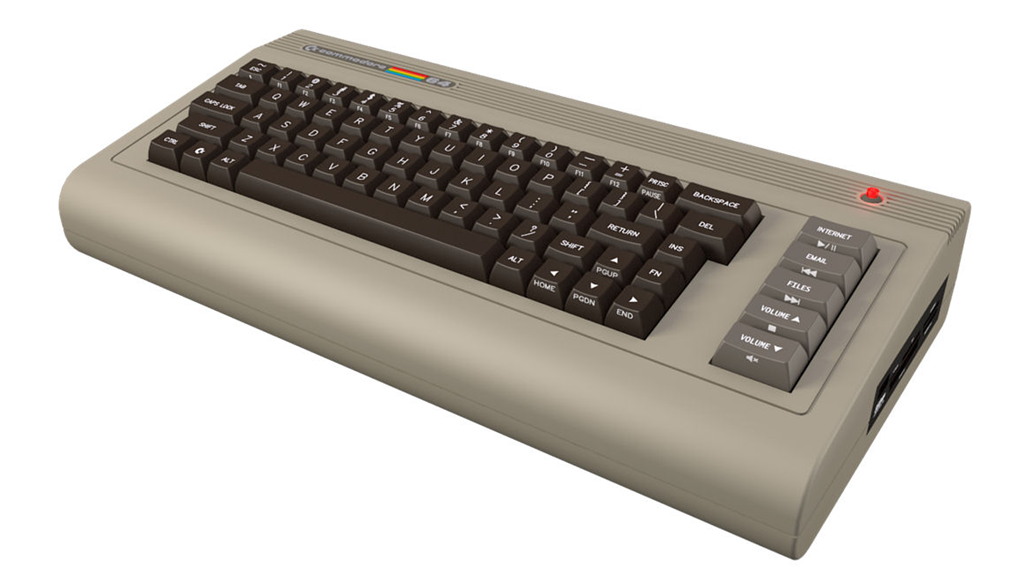
Commodore 64X PC

A Commodore márkanév a Tulipnak sem hozott sok szerencsét; legalábbis erre utal, hogy 32,6 millió dollárért eladta leányvállalatát a Yeahronimo Media Venturesnek. Mike Freni, a Yeahronimo elnöke bejelentette, hogy folytatni fogják a jelenlegi, a Tulip által bevezetett termékek (USB eszközök, C64 Direct-to-TV stb…) forgalmazását, de fontolgatják Commodore márkanév alatt PC-k piacra dobását is.
2025 július 31-én a Commodore International Corporation bejelentette, hogy felvásárolták a holland bejegyzésű Commodore Corporation B.V. céget és vele együtt a "Commodore" és további 47 hozzá kapcsolódó védjegyhez fűződő jogokat. Az új cég vezérigazgatója Christian Simpson (alias Peri Fractic) lett, aki youtuberként ismert volt korábban retrocomputing körökben. A vállalat piacra dobta a korábbi Commodore USA által forgalmazott Commodore 64x ráncfelvarrott változatát, továbbá többféle Commodore 64 Ultimate modellt.